# Арктические зимние игры
Арктические зимние игры — это международные спортивные соревнования, проводимые среди стран циркумполярного региона. Основными участниками Игр являются Гренландия, Канада, Норвегия, Россия, США, Финляндия, Швеция. Россия представлена, как правило, Ямало-Ненецким автономным округом.

## Виды спорта
| Вид спорта                              | Начало проведения     | Комментарий |
| --------------------------------------- | --------------------- | --- |
| Арктическое многоборье (Инуитские игры) | 1974                  | Многоборье включает в себя следующие упражнения: высотный удар одной и двумя ногами (one-foot and two-foot high kicks), высотный удар 'Аляска' (Alaska high kick), перетягивание рук (arm pull), прыжок с колен (kneel jump), 'Аэроплан' (Airplane), дотягивание до цели одной рукой (one-hand reach), перетягивание ленты головой (head pull), прыжки на кулаках (knuckle hop), прыжки через нарты (sledge jump), тройной прыжок (triple jump). |
| Игры Дене                               | 1990 (девушки с 2004) | Игры Дене — это национальные игры северных народов Канады, Гренландии и США. Соревнования включают в себя 5 упражнений: перетягивание пальцев (finger pull), перетягивание небольшой палочки (stick pull), 'снежная змейка' (snow snake) и 'кто кого?' (hand games). Упражнение 'снежная змейка' заключается в метании небольшой палки, напоминающей копьё, по снегу на дальность. Побеждает тот, кто метнёт таким образом своё 'копьё' дальше всех. Игра 'кто кого?' проводится следующим образом: две команды по четыре человека садятся друг напротив друга и пытаются угадать в руке кого из членов противоположной команды находится камушек. Смысл перехитрить противников. Игра сопровождается звуками национального барабана и круговыми покачиваниями членов команды. |
| Бадминтон                               | 1970                  | |
| Баскетбол                               | 1970                  | |
| Биатлон на снегоступах                  | 1974                  | В данном виде требуется как выносливость при беге на снегоступах, так и умелая стрельба из малокалиберных винтовок. |
| Биатлон на лыжах                        | 1986                  | |
| Лыжные гонки                            | 1970                  | |
| Кёрлинг                                 | 1970                  | |
| Гонки на собачьих упряжках              | 1990                  | |
| Фигурное катание                        | 1970                  | В соревнованиях принимают участие только девушки. |
| Гимнастика                              | 1982                  | |
| Хоккей                                  | 1970                  | |
| Мини-футбол                             | 1980                  | |
| Сноубординг                             | 2002                  | |
| Бег на снегоступах                      | 1974                  | |
| Конькобежный спорт                      | 1984                  | |
| Настольный теннис                       | 1970                  | Внимание к соревнованиям значительно возросло после ошеломительных побед команды Гренландии, начиная с 1990 года. Лишь в 2004 году первенство пришлось передать в связи с появлением на спортивной арене Игр команды Ямала. |
| Волейбол                                | 1970                  | |
| Армреслинг                              | 1972                  | Соревнования проводятся как по классическим правилам, так и по правилам северных народов Канады. |